# Infektionsweg
Als Infektionsweg wird die charakteristische Art und Weise bezeichnet, wie Erreger von Infektionskrankheiten sich verbreiten, also insbesondere Bakterien (→ Bakterielle Infektion), Viren (→ Virusinfektion), Pilze (→ Mykose) und Parasiten (→ Parasiten des Menschen). Der beste Schutz vor einer Infektion ist, diese Infektionswege zu meiden und die Maßnahmen der Basishygiene einzuhalten. Das gilt für alle Personen, die in Kontakt mit infizierten Menschen kommen, insbesondere für medizinisches Personal.

## Überblick
Infektionen können nach verschiedenen Gesichtspunkten eingeteilt werden. Die Anzahl der Erreger, die für eine Infektion notwendig ist (Infektionsdosis), hängt unter anderem von der Art des Erregers ab. 
→ Für eine ausführlichere Darstellung der Infektionstypen siehe Infektion#Kriterien zur Einteilung

### Infektionsarten nach Herkunft der Erreger
- Endogene Infektion (Autoinfektion): Der Erreger stammt aus der körpereigenen Flora der Haut oder Schleimhaut und wird in Organe oder in den Blutkreislauf übertragen. So können z. B. Darmbakterien über die Harnröhre in die Harnblase gelangen und dort eine Blasenentzündung auslösen; steigen die Erreger über den Harnleiter ins Nierenbecken auf, können sie unter Umständen in die Blutbahn geraten und dort eine Sepsis verursachen.

- Exogene Infektion: Der Erreger stammt aus der Umgebung und wird durch Tröpfchen- oder Schmierinfektion (Kontaktinfektion) übertragen.

### Infektionsarten nach Eintrittspforte der Erreger
- Enterale Infektion: Die Krankheitserreger dringen über den Darm in den Organismus ein. Der gesamte Verdauungstrakt (Mund, Rachen, Speiseröhre, Magen und der gesamte Darm) wird dabei als das Innere eines Tunnels betrachtet, das selbst nicht zum Körperinneren gezählt wird. Der Darm, aus dem die Infektionserreger in das eigentliche Körperinnere eindringen, gilt hier als Eintrittspforte.
  - Fäkal-orale Infektion: Erreger aus Fäkalien gelangen durch den Mund in den Organismus, z. B. durch verunreinigtes Trinkwasser.

- Parenterale Infektion: Im wörtlichen Sinn handelt es sich um eine Infektion, bei der die Krankheitserreger „am Darm vorbei“, also nicht über den Verdauungstrakt in den Organismus gelangt sind. Im medizinischen Sprachgebrauch ist parenteral gleichbedeutend mit „direkt ins Blut“.
  - Perkutane Infektion: Die Erreger gelangen über die Haut in den Organismus.
  - Permuköse Infektion: Die Erreger gelangen über die Schleimhäute in den Organismus.
  - Inhalationsinfektion: Die Erreger gelangen über die Atemwege in den Organismus.
  - Urogenitale Infektion: Die Erreger gelangen über den Harntrakt in den Organismus.
  - Genitale Infektion: Die Erreger gelangen über die Geschlechtsorgane in den Organismus.
  - Intrauterine Infektion: Die Erreger gelangen während der Schwangerschaft in den Körper des ungeborenen Kindes.

### Direkte und indirekte Infektion
- Direkte Infektion: durch Tröpfcheninfektion oder durch Kontakt mit der Haut bzw. Schleimhaut; als endogene Erregerübertragung oder von Mensch zu Mensch ohne Zwischenschritte

- Indirekte Infektion: Übertragung mittels verschiedener Vehikel, wie Gegenstände und Materialien (z. B. Türgriffe, Spielzeug, Nahrungsmittel, Wasser) oder Vektoren, wie beispielsweise blutsaugende Insekten.[1]

## Wichtige Infektionswege

### Tröpfcheninfektion
Durch Tröpfcheninfektion können Atemwegserkrankungen, aber auch Infektionskrankheiten anderer Organsysteme übertragen werden. Erregerhaltiges Sekret geht über Spritzer, kleine Tröpfchen oder feinste Partikel auf den neuen Wirt über, zum Beispiel durch Niesen oder Händeschütteln. Meistens können die Erreger auf Gegenständen, im Freien oder auf der Haut nicht lange überleben.

### Schmierinfektion
Bei der Schmierinfektion oder direkten Kontaktinfektion geschieht die Übertragung des Erregers durch Berührung der Haut bzw. Schleimhaut. Gelangt kontaminiertes Material – Schmutz, verseuchtes Wasser, Kot, Schleim, Auswurf, Eiter, Blut  – auf die Haut, müssen die Erreger zunächst die Hautbarriere überwinden. Schon eine sehr kleine Wunde erleichtert dem Erreger den Eintritt. Eine Infektion über die Schleimhäute ist leichter möglich, da sie für Erreger durchlässiger sind.
Der Austausch oder die Aufnahme kontaminierter Körperflüssigkeiten gehört ebenfalls zu den direkten Kontaktinfektionen. Dazu gehören unter anderem Blut, Muttermilch, Speichel, Schweiß, Ejakulat und Vaginalsekret. Die darin enthaltenen Erreger können ohne Wirtsorganismus nicht lange überleben.

### Zecken und blutsaugende Insekten
Zecken und blutsaugende Insekten können als Vektoren (Überträger) diverse Erreger vom Wirt auf das Opfer übertragen. Ein bekanntes Beispiel ist die Pest, die von der Ratte (Hauptwirt, Reservoirwirt) über den Rattenfloh (Vektor und Zwischenwirt) auf den Menschen übertragen wird. 
- Grundsätzlich ist zu unterscheiden zwischen biologischer Übertragung und mechanischer Übertragung, siehe Vektor.
- Zu einzelnen Zeckenarten und den von ihnen übertragenen Erregern und Krankheiten siehe Zeckenstich.
- Zu einzelnen Insektengruppen und den von ihnen übertragenen Erregern und Krankheiten siehe blutsaugende Insekten.